# 4324 Bickel
4324 Bickel è un asteroide della fascia principale. Scoperto nel 1981, presenta un'orbita caratterizzata da un semiasse maggiore pari a 2,5467881 UA e da un'eccentricità di 0,1981576, inclinata di 7,77795° rispetto all'eclittica.
L'asteroide è dedicato all'astronomo tedesco Wolf Bickel.